# Connecteur MMCX

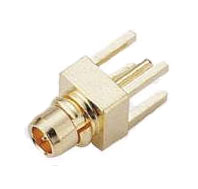
Connecteur MMCX mâleDiam 2,4 mm

Les connecteurs MMCX (micro-miniature coaxiaux) sont des connecteurs RF coaxiaux similaires, mais en plus petits du MCX. Ils sont conformes à la spécification européenne CECC 22000.

## Description
Les connecteurs sont munis d'un mécanisme de verrouillage permettant une rotation à 360 degrés et ont généralement une impédance de 50 Ω. Ils offrent une large bande passante jusqu'à 6 GHz.
Les connecteurs MMCX sont le plus souvent présents sur les cartes Wi-Fi PCMCIA comme connecteurs d'antenne ou comme connecteurs pour les antennes GPS externes sur de petits appareils tels que les PDA ou les récepteurs GPS. Ils sont également utilisés par différentes marques d'écouteurs intra-auriculaires pour connecter le câble aux différents écouteurs. Cela permet de remplacer ou d'échanger les câbles. Ces connecteurs ont été développées dans les années 1990.